# Nanocambridgea grandis
Nanocambridgea grandis is een spinnensoort in de taxonomische indeling van de Stiphidiidae.
Het dier behoort tot het geslacht Nanocambridgea. De wetenschappelijke naam van de soort werd voor het eerst geldig gepubliceerd in 2000 door A. D. Blest & C. J. Vink.